# Väinö Tiiri
Väinö Edward Tiiri (Loimaa, 31 gennaio 1886 – Helsinki, 30 luglio 1966) è stato un ginnasta finlandese.

## Palmarès

### Olimpiadi
- Argento a Stoccolma 1912 nel concorso libero a squadre.
- Bronzo a Londra 1908 nel concorso a squadre.